# HMS Jervis (F00)
O HMS Jervis foi um contratorpedeiro operado pela Marinha Real Britânica e a primeira embarcação da Classe J. Sua construção começou em agosto de 1937 nos estaleiros da Hawthorn Leslie e foi lançado ao mar em setembro de 1938, sendo comissionado na frota britânica em maio do ano seguinte. Era armado com uma bateria principal composta por nove canhões de 120 milímetros e dez tubos de torpedo de 533 milímetros, tinha um deslocamento carregado de mais de duas mil toneladas e alcançava uma velocidade máxima de 36 nós (67 quilômetros por hora).
O Jervis serviu durante a Segunda Guerra Mundial e atuou inicialmente no Mar do Norte caçando embarcações alemãs e escoltando comboios de suprimentos. Foi transferido para o Mar Mediterrâneo em junho de 1940 e continuou em operações de escolta, também participando das batalhas do Cabo Matapão, Creta e Segunda de Sirte. Em 1943 envolveu-se na invasão Aliada da Itália, enquanto no ano seguinte participou da invasão da Normandia. Passou por reformas e etornou para o Mediterrâneo em 1945, sendo descomissionado em 1946 e desmontado.